# Dissodamento
In agronomia il dissodamento è una lavorazione straordinaria eseguita su un terreno naturale che non è mai stato interessato da usi agricoli oppure su un terreno rimasto incolto per molti anni.
Questa lavorazione, piuttosto profonda, si esegue una sola volta dopo un disboscamento o il decespugliamento allo scopo di destinare il terreno alla coltivazione. La finalità è quella di rompere la compattezza del terreno anche in profondità e creare le condizioni fisiche adatte a permettere le successive lavorazioni e l'approfondimento delle radici delle piante.
Pur avendo analogie allo scasso, il dissodamento ne differisce almeno dal punto di vista concettuale: lo scasso si esegue infatti prima dell'impianto di un arboreto su un terreno già investito in precedenza da una coltivazione arborea o da una coltivazione erbacea, perciò si esegue come lavoro straordinario su un terreno agrario ogni volta che s'impianta una coltura arborea. Il dissodamento, al contrario, ha carattere di eccezionalità in quanto si esegue una sola volta e, in determinate condizioni pedologiche, può richiedere interventi più energici dello stesso scasso. In genere però il dissodamento ha profondità di lavorazione inferiori, in quanto è destinato a preparare un terreno da impiegare come seminativo.
La lavorazione si esegue con aratri monovomere o aratri da scasso, trainati da trattori cingolati in grado di sviluppare elevate forze di trazione. In condizioni difficili si è ricorso anche alle macchine per movimento terra (apripista, ruspa, escavatore) o agli esplosivi.
La profondità minima di un dissodamento è dell'ordine di 50–60 cm, quella massima può arrivare a 150 cm. In ogni modo la profondità si stabilisce in base alle caratteristiche pedologiche, con particolare riferimento al profilo: orientativamente la profondità della lavorazione dovrebbe comprendere lo strato attivo e quello inerte.